# Peter Lindau
John Peter Lindau, född 9 december 1972 i Halmstad, är en svensk före detta fotbollsspelare. 
Lindau har spelat professionellt i de skotska klubbarna Ayr United och Partick Thistle. Han har även spelat i Norge, bland annat i  Drammenklubben Strømsgodset och i Kongsvinger.
Efter spelarkarriären har Lindau varit tränare för IS Halmia (2008–2013).